# Clepticodes
Clepticodes är ett släkte av fjärilar. Clepticodes ingår i familjen äkta malar.
Kladogram enligt Catalogue of Life:
| Clepticodes | \| \| Clepticodes hexaleuca \| \| \| \| \| \| Clepticodes horocentra \| \| \| \| |
|             | \| \| Clepticodes hexaleuca \| \| \| \| \| \| Clepticodes horocentra \| \| \| \| |
|             | Clepticodes hexaleuca                                                            |
|             |                                                                                  |
|             | Clepticodes horocentra                                                           |
|             |                                                                                  |